# Pontcarral
Pontcarral, auch bekannt unter dem Titel Der Oberst des Kaisers, ist ein französischer Historienfilm aus dem Jahre 1942 von Jean Delannoy mit Pierre Blanchar in der Titelrolle. Die Geschichte basiert auf dem gleichnamigen Roman (1937) von Albéric Cahuet, der auch am Drehbuch beteiligt war.

## Handlung
Im Mittelpunkt der Handlung steht ein über die Jahre und Jahrzehnte allen Herren dienender und treu ergebener französischer Offizier: Baron de Pontcarral stammt aus der Dordogne und steht dem bis 1789 regierenden Bourbonengeschlecht offen feindselig gegenüber. Unter Kaiser Napoléon I. überzeugter Bonapartist, nimmt er an den Eroberungsfeldzügen und Schlachten seines obersten Feldherrn teil, bis ihn die Niederlage bei Waterloo deprimiert und auf den Boden der Tatsachen zurückwirft. Vorübergehend muss der Oberst Abschied vom Soldatendasein nehmen. Doch – einmal Soldat, immer Soldat – zieht Colonel Pontcarral aus seinem bisherigen Soldatenleben keinen Erkenntnisgewinn und schließt sich ab 1830 den Truppen des „Bürgerkönigs“ Louis-Philippe I. aus dem Haus Bourbon an, dem er ebenso treu ergeben sein wird wie einst dem Korsenkaiser.
Zwischenzeitlich entspinnt sich eine durchaus ambivalente Beziehung Pontcarrals zu zwei Frauen, den recht unterschiedlichen Schwestern Garlone de Ransac und Sibylle de Ransac, die fortan im Leben Pontcarrals – Duell mit Hubert de Rozans, dem einstigen Liebhaber seiner Frischangetrauten Garlone inklusive – eine große Bedeutung spielen. Doch die soldatische Pflichterfüllung und „preußische Tugend“ des Franzosen obsiegt über die Liebe: „Und während Pontcarral unter klingender Marschmusik aus dem Kasernentor zieht, stehen zwei Frau ergriffen schluchzend am Fenster: Das ergreifende Bild ein in strammer Haltung vorbeimarschierenden Truppe ruft patriotische Gefühle in ihnen wach.“. Denn nun reitet der Titel-„Held“ auf kolonialimperialistische Mission „zum Ruhme Frankreichs“ nach Nordafrika – eine im heutigen Algerien stattfindende Expedition, von der er nicht mehr lebend heimkehren wird.

## Produktionsnotizen
Pontacarral feierte seine Weltpremiere im französischen Angoulême am 30. November 1942, elf Tage später konnte man den Schwarzweiß-Streifen auch in Paris sehen. Im besetzten Deutschland und Österreich lief Pontacarral nur wenige Monate nach Kriegsende an, hier konnte man den deutlich gekürzten Film auch unter dem Titel Der Oberst des Kaisers sehen.
Die Filmbauten stammen von Serge Pimenoff, die Kostüme von Georges Annenkov.

## Kritiken
Die Kritik reagierte auf den Film, im In- wie im Ausland, sehr zwiegespalten. Die Bandbreite der Bewertung reichte von Begeisterung (“… der zu den Meisterwerken der französischen Filmkunst zählt”) bis zu blankem Entsetzen („Der Militarismus feiert Triumphe … in München 1946!“). Dies spiegelt den von Anbeginn vorhandenen diametralen Gegensatz der Standpunkte bezüglich der Analyse dieses Filmstoffs wider, d. h. ob man sich ihm 1942, also zur Zeit der Besetzung Frankreichs, von regimetreuer oder regimeablehnender (Résistance) Position näherte. Hierzu lieferte Das große Personenlexikon des Films in der Biografie Delannoys folgende Erklärung: „Mit dem Frankreichs alte Größe beschwörenden Historien-Streifen „Pontcarral“ erregte Delannoy erstmals Aufmerksamkeit. Man schrieb das Jahr 1942, und während der Film um einen pro-napoleonischen Offizier zur Zeit der Restauration von Vichy-Frankreich als Ausdruck nationaler Einheit interpretiert und somit als staatstragend angesehen wurde, deutete Delannoy den daraufhin von der Résistance heftig angefeindeten Streifen … als ein verschlüsseltes Werk des Widerstandes.“ Immerhin, so an gleicher Stelle, war „der eher pathetisch-feierliche als künstlerisch befriedigende Historienfilm … ein enormer Erfolg zur Zeit der deutschen Besetzung und katapultierte Delannoy in die erste Riege der Regisseure des gehobenen Unterhaltungskinos.“.
Weitere Einschätzungen:
Der deutschsprachige Pester Lloyd urteilte noch zu Kriegszeiten: “Kein bloßer historischer Film, sondern ein geistvoll kommentierter und wiedergegebener Zeitstoff in modernster Beleuchtung.”
Die Salzburger Nachrichten schrieben: “Patriotismus und Liebe werden in wirksamer, aber unaufdringlicher, dramatischer Steigerung, unterstützt von stimmungsvollen Bildern, geschickt miteinander verbunden. Das hohe Lied der Bekenntnistreue erklingt aus der mannhaften Haltung des kaiserlichen Obersten, der zum Ruhme Frankreichs die Vorurteile des Bonapartisten überwindet und unter der Fahne des Bürgerkönigs sein Leben als Soldat beschließt. (…) Die Hauptrollen werden von Pierre Blanchar und Annie Ducaux in Haltung, Ausdruck und Sprache ausgezeichnet verkörpert.”
Im Lexikon des internationalen Films heißt es: „Ansprechend in einer Liebesgeschichte, fragwürdig jedoch wegen Glorifizierung militaristischer Borniertheit, wurde Delannoys Drama im besetzten Frankreich als kritische Anspielung auf das mit der deutschen Besatzung kollaborierende Vichy-Regime geschätzt.“